# Mars-mezei sortűz

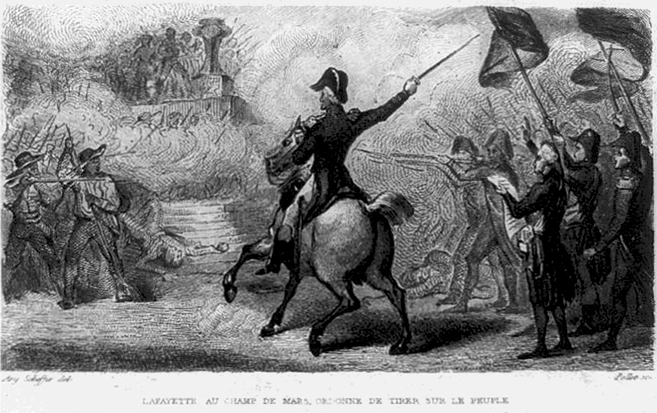

A Mars-mezei sortűzre 1791. július 17-én került sor Párizsban.

## Előzmények
A francia forradalom harmadik évében még az alkotmányos monarchisták voltak többségben a nemzetgyűlésben, azonban mivel XVI. Lajos nem volt hajlandó együttműködni még velük sem, helyzetük egyre romlott. A király a külső beavatkozásban bízott, illetve a hozzá hű katonaságban. 1791. június 20-án végrehajtott „szökése” – ugyan semmi sem kötelezte a fővárosban maradásra, és korábbi abszolutista hatalmának visszaállítására elfogása miatt még csak kísérletet sem tehetett – az egyre radikálisabbá váló politikai életben hatalmas felbolydulást okozott: mind több republikánus felhang jelent meg.

## A sortűz
A Cordeliers klub Danton és Desmoulins vezetésével alig egy hónappal a király szökése és visszaszállítása („a monarchia halottas menete”) után, július 17-én köztársaságpárti aláírásgyűjtésbe kezdett a párizsi Mars-mezőn. A hatalmas tömegben meglincseltek két férfit, akik a nőknek fenntartott emelvények alá rejtőzve szemlélték az eseményeket. Az indulatok lecsillapítására a polgármester kirendelte a nemzetőrséget, akik fegyvert használtak. Az áldozatok száma és a sortűz oka nem ismert, van aki szerint tucatnyi, van aki szerint 50 fő volt a halottak és sebesültek száma.